# Узус (право)
Узус — право користуватися чужою річчю без вилучення плодів від неї.
Узус встановлювався на користь конкретно визначеної особи, яка не мала право його відчужувати будь-яким чином, передавати користування іншим особам, здавати в оренду, тощо. Проте користувач міг користуватися плодами, але лише для задоволення своїх власних потреб.